# Кольридж, Хартли
Хартли Кольридж (англ. Hartley Coleridge; 19 сентября 1796 — 6 января 1849) — английский поэт, биограф, эссеист, учитель.
Старший сын знаменитого английского поэта Сэмюэла Кольриджа. Его сестра Сара Кольридж была поэтессой и переводчицей, а брат Дервент Кольридж был выдающимся английским ученым и автором. Хартли получил свое имя в честь философа Дэвида Хартли.
Воспитывался в обществе отца и его друзей, Вордсворта, Саути и других. Он показал выдающиеся способности, унаследовал блестящее красноречие отца, но вместе с тем и его слабость воли. Учился в Оксфорде. Ради заработка написал два тома биографических очерков: «Biographia Borealis» (1833) и «Знаменитости Йоркшира и Ланкашира» (англ. «Worthies of Yorkshire and Lancashire», 1836). В 1833 году выпустил сборник стихотворений. В 1839 подготовил издания сочинений Джона Форда и Филиппа Массинджера с биографическими очерками обоих. Остаток жизни Кольридж провёл в полной неспособности к умственному труду. Прозаический стиль Кольриджа отличается живостью и художественностью, но его известность основана главным образом на поэтических отрывках, сохранившихся после него. Из них наиболее интересны сонеты и незаконченная лирическая драма «Прометей».

## Поэзия
Одним из самых популярных произведений Кольриджа считается стихотворение «Она не прекрасна» («She Is Not Fair», впервые опубликовано литературном ежегоднике Томаса Худа «The Gem», 1829). В России оно известно в переводе Ильи А. Грина:
| Она не прекрасна | She Is Not Fair |
| --- | --- |
| 1 Она красой не затмевает дев 2 Бывают и стройнее и прекрасней 3 Но улыбнулась, сердце мне согрев, 4 Улыбкой ослепительной и ясной. 5 Меня пронзили светлые глаза 6 Любви колодец и источник света 7 Но ныне равнодушен милый взгляд, 8 И в нём я не могу найти ответа; 9 Но свет любви в её глазах не гаснет, 10 Он у меня на век отнял покой. 11 Прохлада глаз её мне много слаще 12 Чем блеск улыбки девушки другой. | 1 She is not fair to outward view 2 As other maidens be; 3 Her loveliness I never knew, 4 Until she smiled on me. 5 Oh! then I saw her eye was bright, 6 A well of love, a spring of light, 7 But now her looks are coy and cold, 8 To mine they ne’er reply; 9 And yet I cease not to behold 10 The love-light in her eye. 11 Her very frowns are fairer far, 12 Than smiles of other maidens are. |